# Бродская, Дина Леонтьевна
Дина Леонтьевна Бродская (1(14) ноября 1909, Екатеринослав — 3 января 1942, Ленинград) — русская советская детская писательница.

## Биография
Окончила Ленинградский финансово-экономический институт.
Печаталась с 1932 года. В 1938 году после выхода в свет повести «Марийкино детство» принята в Союз писателей.
Дружила с писательницей Антониной Голубевой. Проживала по адресу: Ленинград, Тверская ул., д. 23.
Умерла в блокадном Ленинграде в январе 1942 года.

## Произведения
- Рассказ «Реджи», 1934 (журнал «Литературный современник»).
- Рассказ «Ирма», 1935 (журнал «Литературный современник»).
- Марийкино детство: Повесть. — М.-Л.: Детиздат, 1938 (пять переизданий в 1941—2015 гг).
- Повесть «Дневник Лиды Карасевой», 1938 (журнал «Костер»).

В соавторстве с Антониной Голубевой:
- Белоснежка: Повесть. — М.-Л.: Детиздат, 1938.
- рассказы (журнал «Ленинград», 1941).
- Разъезд 105 (рассказ). — Л.: Советский писатель, 1941.